# Jordan EJ15
La Jordan EJ15 è una automobile monoposto sportiva di Formula 1, costruita dalla Jordan per partecipare al Campionato mondiale di Formula 1 2005.
Ultima vettura realizzata dalla Jordan, ceduta al gruppo Midland all'inizio della stagione, venne guidata dal portoghese Tiago Monteiro e dall'indiano Narain Karthikeyan.

## Presentazione
La presentazione ufficiale della vettura si tenne il 25 febbraio 2005 a Mosca, presso la Piazza Rossa.

### Livrea e sponsor
La livrea, come da tradizione delle ultime monoposto realizzate dalla scuderia irlandese, si mantenne gialla. Se nel corso dei test prestagionali la vettura appariva completamente gialla, nel corso della stagione l'ingresso degli sponsor Tata Group, Sobranie e Benson & Hedges comportarono l'aggiunta di inserti neri e rossi.

## Sviluppo
La monoposto, progettata da John McQuillian e Simon Phillips, a causa della mancanza di risorse e complice l'incertezza derivante dall'acquisizione da parte del gruppo Midland presieduto da Mark Smith rappresentò una semplice evoluzione della Jordan EJ14 della stagione precedente, in modo da soddisfare le nuove normative e l'integrazione del nuovo motore fornito dalla Toyota. La Jordan confermò la fornitura degli pneumatici Bridgestone.

### Aerodinamica
Le nuove normative introdotte dalla FIA in merito alle limitazioni aerodinamiche vennero applicate con molta semplicità da parte dei progettisti della scuderia irlandese, che si limitarono ad adeguare la monoposto alle nuove restrizioni regolamentari: l'ala anteriore venne rialzata ma la sua forma rimase del tutto similare a quella della EJ14; non venne pertanto sfruttato, nella parte centrale, il buco regolamentare disegnando una forma a cucchiaio o inserendo un profilo aggiuntivo, scelta invece compiuta dalle altre concorrenti. Altrettanto invariati rimasero i profili dei deflettori dietro alle ruote anteriori, mentre le fiancate si caratterizzavano per scelte piuttosto originali rispetto alle altre monoposto. L'imboccatura delle pance laterali presentava una piccola struttura inferiore e, superiormente, un piccolo profilo alare dotato di un'ingombrante paratia laterale, soluzioni aerodinamiche adottate per recuperare il maggior carico aerodinamico posizionando profili alari proprio laddove possibile. Le fiancate presentavano una serie di camini, alette e pinne dalle forme molto caratteristiche; in particolare, vennero aggiunte delle piccole pinne triangolari in posizione laterale con lo scopo di indirizzare in modo migliore i flussi aerodinamici. L'angolo degli scivoli estrattori posteriori venne abbassato in modo da permettere un migliore smaltimento termico, a scapito però di una mancata rastremazione della parte terminale della pance, confermando l'idea di rivisitazione della precedente EJ14. Le paratie dell'alettone anteriore ricalcavano infine quelle della Ferrari F2004M.
A partire dal Gran Premio d'Italia, venne introdotta una versione evoluta della vettura denominata EJ15B e guidata inizialmente dal solo Monteiro, per poi essere portata in pista anche dal compagno di squadra Karthikeyan. Le raffinazioni principali potevano essere individuate nell'alettone anteriore, nell'airbox, nel profilo degli specchietti e nei piccoli supporti come ciminiere e pinne.

### Motore
Uno dei cambiamenti principali venne rappresentato dall'adozione dei motori Toyota in sostituzione dei Ford Cosworth utilizzati la stagione precedente. A causa di tale cambiamento dovettero essere rivisti gli allacci con il telaio e la struttura del retrotreno. Il motore giapponese si rivelo comunque estremamente affidabile, tanto che raramente la EJ15 soffrì di problemi al motore.

## Carriera agonistica

### La stagione
Le prestazioni della monoposto furono piuttosto scarse nel corso della stagione e l'unico punto a favore della EJ15 risultò essere l'affidabilità, che permise alla vettura irlandese di totalizzare solamente sei ritiri nell'arco di diciannove Gran Premi. La stagione si rivelò comunque una delle peggiori della storia della squadra, che la vide chiudere al nono posto in classifica, frutto di dodici punti.
Gli unici acuti della EJ15, guidata da due piloti debuttanti in Formula 1, risultarono il terzo e quarto posto ottenuti in occasione del controverso Gran Premio statunitense, caratterizzato dalla presenza al via delle sole vetture gommate Bridgestone. Monteiro, ritiratosi una sola volta nel corso della stagione, riuscì poi a giungere in zona punti anche in occasione della prova belga, a bordo della versione evoluta EJ15B.

## Risultati completi in Formula 1
| Anno | Team              | Motore            | Gomme | Piloti      |    |    |     |    |    |     |    |     |    |    |     |    |    |    |    |    |     |    |     | Punti | Pos. |
| ---- | ----------------- | ----------------- | ----- | ----------- | -- | -- | --- | -- | -- | --- | -- | --- | -- | -- | --- | -- | -- | -- | -- | -- | --- | -- | --- | ----- | ---- |
| 2005 | Jordan Grand Prix | Toyota RVX-05 V10 | B     | Monteiro    | 16 | 12 | 10  | 13 | 12 | 13  | 15 | 10  | 3  | 13 | 17  | 17 | 13 | 15 | 17 | 8  | Rit | 13 | 11  | 12    | 9º   |
| 2005 | Jordan Grand Prix | Toyota RVX-05 V10 | B     | Karthikeyan | 15 | 11 | Rit | 12 | 13 | Rit | 16 | Rit | 4  | 15 | Rit | 16 | 12 | 14 | 20 | 11 | 15  | 15 | Rit | 12    | 9º   |
| 2005 | Jordan Grand Prix | Toyota RVX-05 V10 | B     | Doornbos    | TP | TP | TP  | TP | TP | TP  |    |     | TP | TP | TP  |    |    |    |    |    |     |    |     | 12    | 9º   |
| 2005 | Jordan Grand Prix | Toyota RVX-05 V10 | B     | Montagny    |    |    |     |    |    |     | TP |     |    |    |     |    |    |    |    |    |     |    |     | 12    | 9º   |
| 2005 | Jordan Grand Prix | Toyota RVX-05 V10 | B     | Kiesa       |    |    |     |    |    |     |    |     |    |    |     | TP | TP | TP | TP | TP | TP  |    | TP  | 12    | 9º   |
| 2005 | Jordan Grand Prix | Toyota RVX-05 V10 | B     | Yamamoto    |    |    |     |    |    |     |    |     |    |    |     |    |    |    |    |    |     | TP |     | 12    | 9º   |

| Legenda | 1º posto     | 2º posto | 3º posto    | A punti         | Senza punti/Non class.  | Grassetto – Pole position Corsivo – Giro più veloce |
| Legenda | Squalificato | Ritirato | Non partito | Non qualificato | Solo prove/Terzo pilota | Grassetto – Pole position Corsivo – Giro più veloce |